# Bjursås Sparbank
Bjursås Sparbank är en svensk sparbank sparbank  i Bjursås, Falu kommun.
Sparbankens reglemente fastställdes den 8 oktober 1909 och banken öppnade för insättning den 13 februari 1910. Även om banken grundades som sparbank för Bjursås socken har verksamhetsområdet utökats till hela Falu kommun.
Bjursås sparbank är en av fyra fristående sparbanker i Dalarna, övriga är Södra Dalarnas Sparbank, Norrbärke Sparbank och Leksands Sparbank.

## Källhänvisningar
1. ↑  Vårt sparbanksväsen: 1893-1945, Emil Sommarin, 1945, sid. 499
2. ↑  Historia Arkiverad 26 augusti 2018 hämtat från the Wayback Machine., Bjursås Sparbank